# LIVE NATURE ＃3 SPECIAL 〜Rain or Shine〜
『LIVE NATURE ＃3 SPECIAL 〜Rain or Shine〜』（ライブ・ネイチャー・スリー・スペシャル レイン・オア・シャイン）は、大黒摩季が発売した映像作品。

## 概要
1999年8月5日、千葉マリンスタジアムにて行なわれた大黒摩季のライブの模様を収めた作品。

## 収録曲
1. DA・KA・RA
2. FIRE
3. ROCKs
4. ネッ!~女,情熱~
5. 別れましょう私から 消えましょうあなたから
6. 夢なら醒めてよ
7. LOVIN’ YOU
8. I can’t stop the rain
9. Introduction~
10. 理由
11. ガンバルシカナイジャナイ?!
12. 熱くなれ
13. あなただけ見つめてる
14. この闇を突き抜ける
15. チョット
16. 永遠の夢に向かって
17. ゲンキダシテ
18. 夏が来る
19. Power Of Dream
20. ら・ら・ら
21. いちばん近くにいてね